# Autoseum
Autoseum, tidigare Österlens Motormuseum, är ett museum i Simrishamn som visar objekt från bland annat Tekniska museet, numera nedlagda Skoklosters bil och motormuseum samt Frasses musikmuseum.

## Samlingens historia

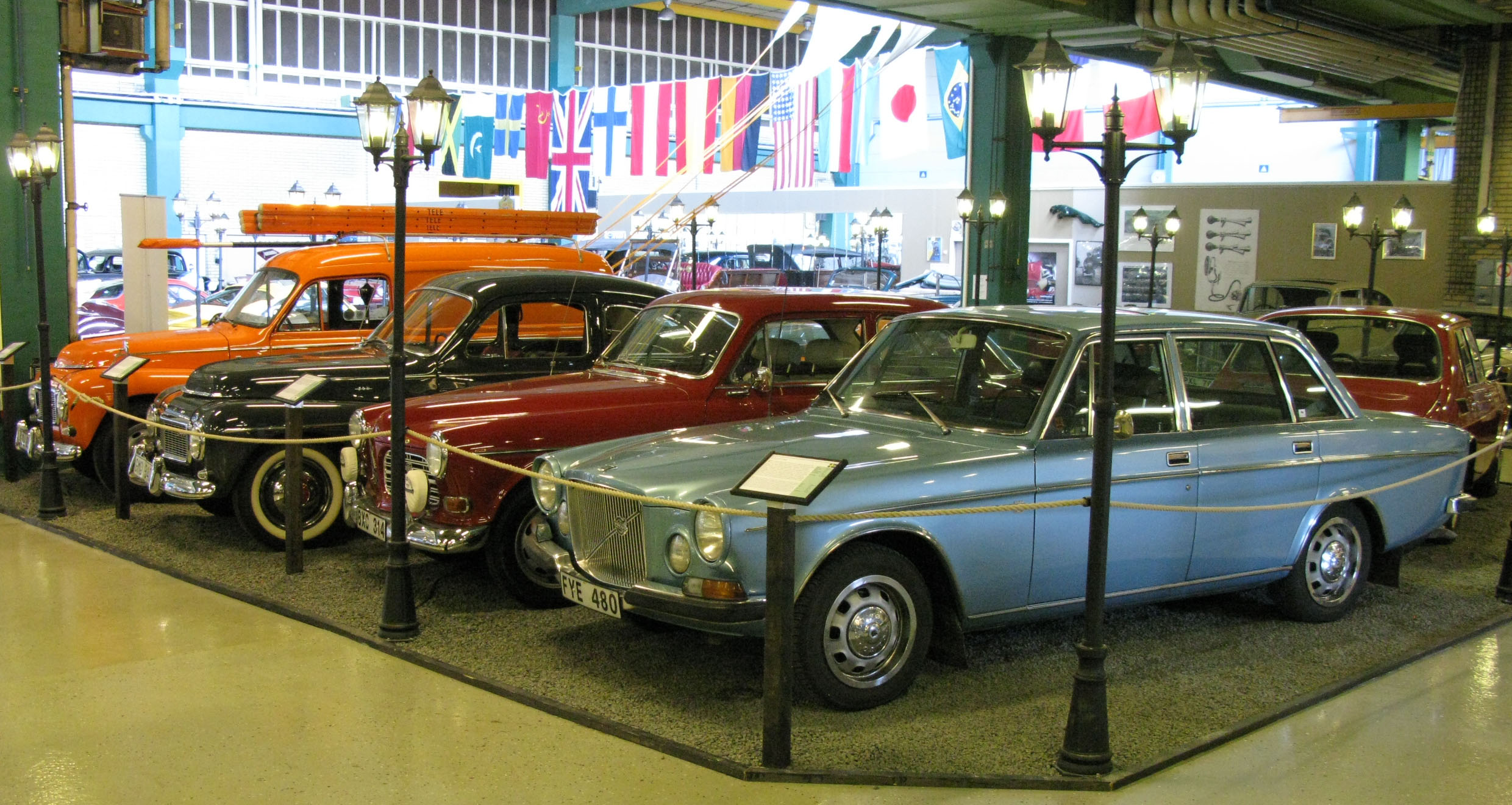
Volvo-avdelningen.

Skoklosters Motormuseum grundades 1963 av Rutger von Essen som var den sista privata ägaren på Skoklosters slott. Efter von Essens död 1977 köpte Gunnar Wretner museet, som efter honom övertogs av sonen Thomas Wretner. 2007 bestämde Thomas Wretner sig för att sälja samlingen. Den köptes av affärsmännen Uno Levinsson, Torbjörn Wistrand och Håkan Mårtensson. 
I juni 2008 öppnades Autoseum i Simrishamn med hela samlingen från Skoklosters Motormuseum intakt utom motorerna som såldes vidare. Här finns även fordon från Tekniska museet, Nisse Nilsson Collection och en del privatägda fordon. Svensk Bilsport utställningen innehåller 15 intressanta tävlingsbilar. Till samlingen hör bilar från Danmark, England, Frankrike, Sverige, Tyskland och USA. Bland de äldsta bilarana märks en Voiturette 1898 från Dansk Automobilefabrik och en modell Type D Serie B Voiturette 1898 från Renault. Från USA kommer en Chrysler Locomobile av 1920 års modell. I friområdet finns en Saab 35 Draken. 
Automuseum hade även den så kallade Kungens Kurva-bilen, en Cadillac V6 Imperial som i september 1946 hamnade i ett vattenfylld dike på Gamla Södertäljevägen och som gav Kungens kurva sitt namn. Tillsammans med Sparreholms bilmuseum, som har en liknande Cadillac hävdade båda museer att de ägde "rätt" Kungens Kurva-bil. År 2015 sålde Automusem sitt exemplar till en privatperson för 325 000 kronor.

## Anslutna avdelningar
- Stefan "Lill-Lövis" Johansson har en lång racingkarriär som bland annat består av mer än 100 Formel 1-lopp, Le Mans-seger och framgångar i många övriga klasser. På Autoseum presenteras Stefan "Lill-Lövis" Johansson i en separatutställning som innehåller hjälmar, overaller, pokaler, ett rikt bildmaterial och några av hans fordon.

- Frasses & Mariannes Musikmuseum, samlingen tillhör idag världens förnämsta. 1964 läste Frasse för första gången om Thomas Alva Edison och blev så fascinerad av denne man att han inledde studier om Edison och ett intensivt samlande av Edison-fonografer. Samtliga föremål finns nu bevarade i "Stiftelsen Frasses och Mariannes Musikmuseum".

- SMOS - Svenska Modellflygares Oldtimer Sällskap. Detta är det enda museet i sitt slag i Sverige.

## Bilder (bilar i urval)

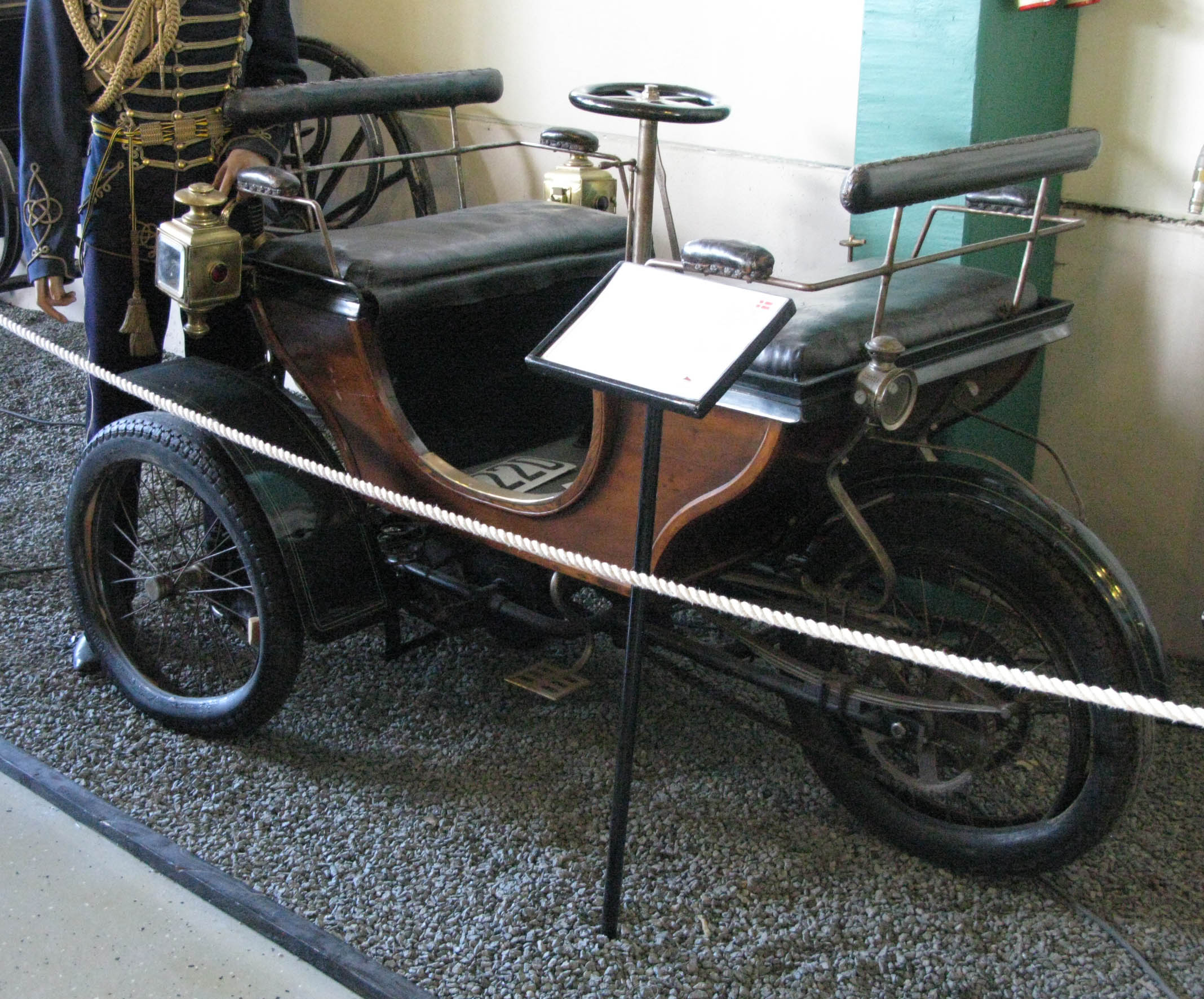
Dansk Automobilfabrik, 1898.
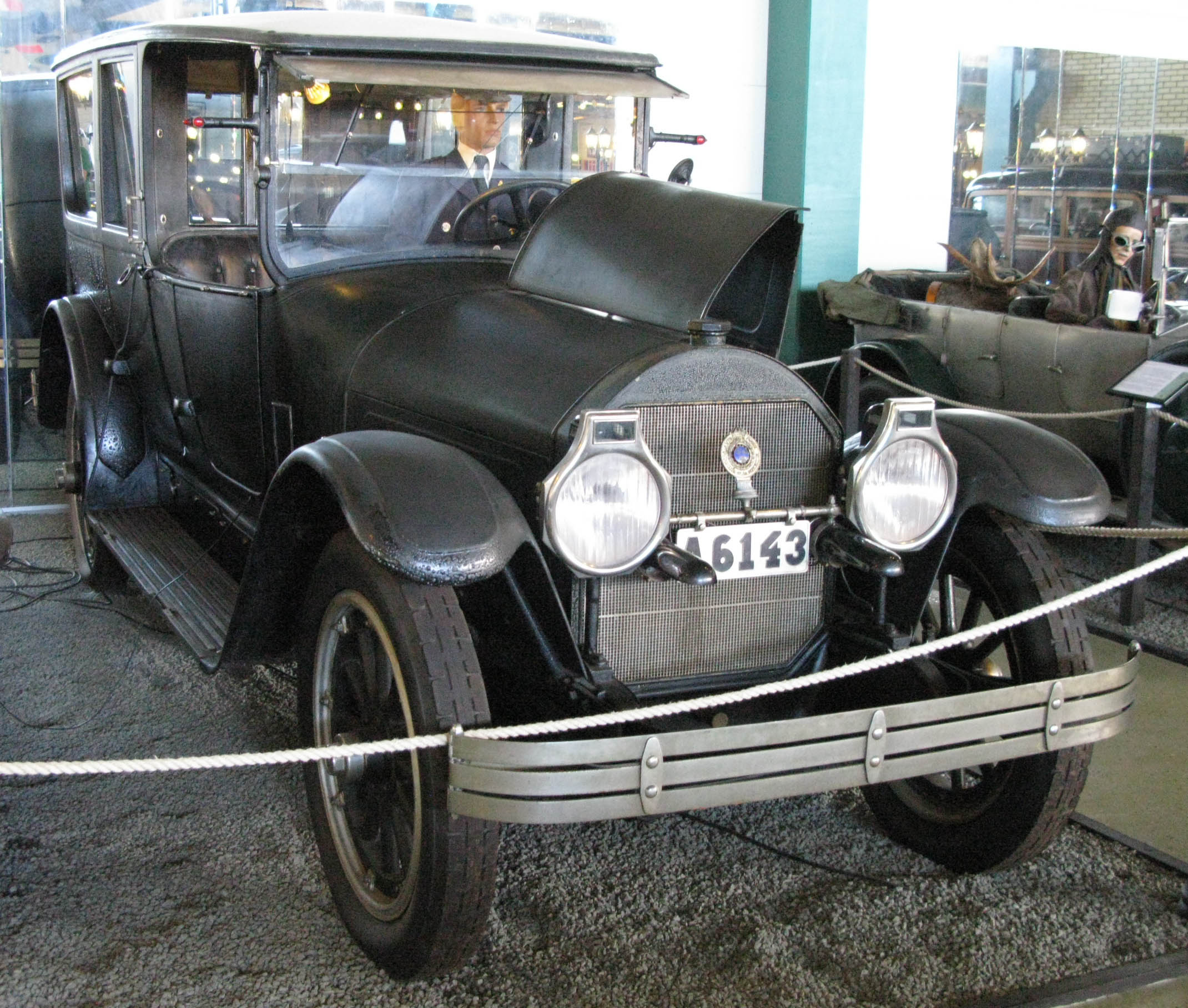
Chrysler Locomobile, 1920.
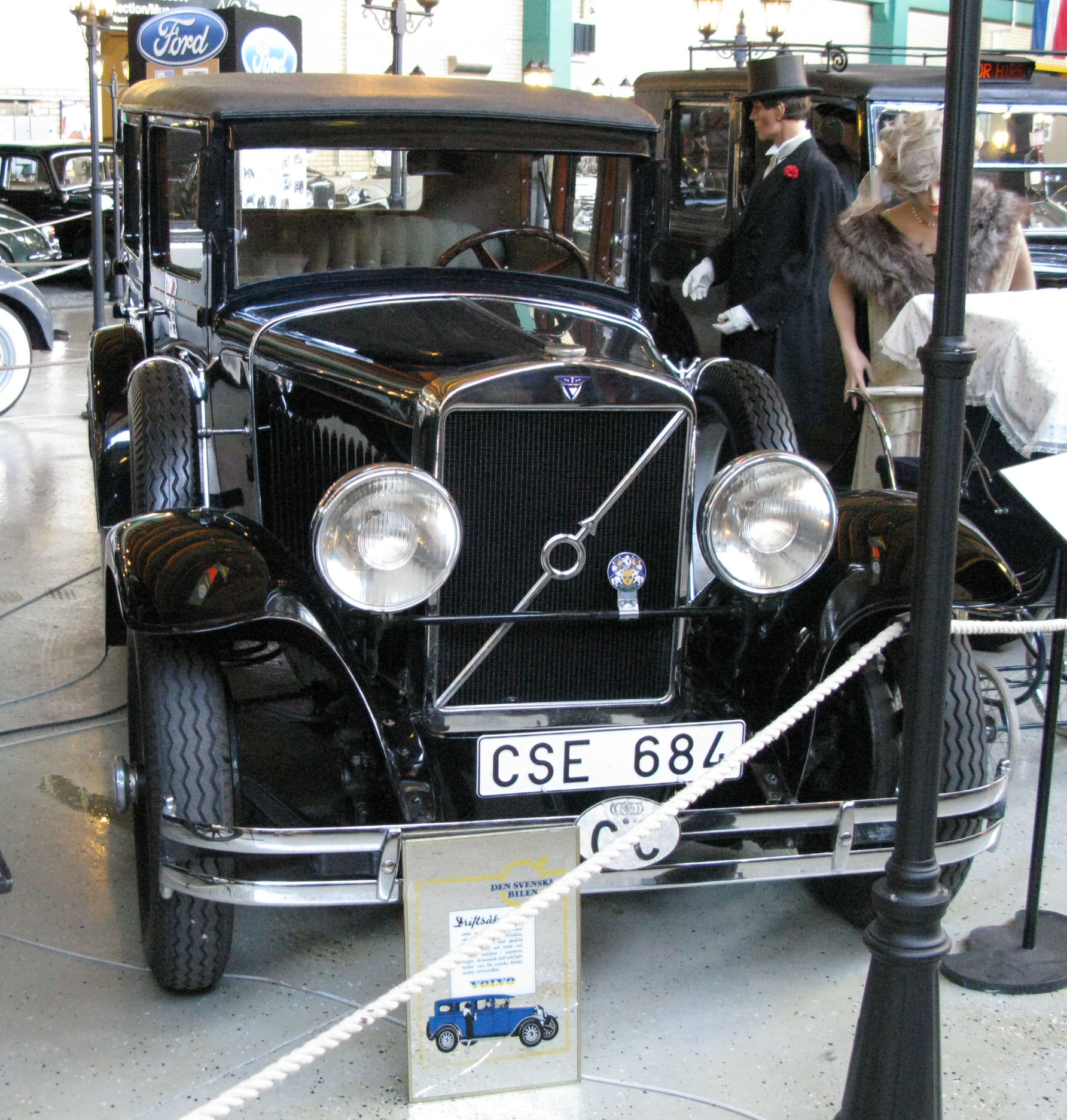
Volvo PV 652, 1931.
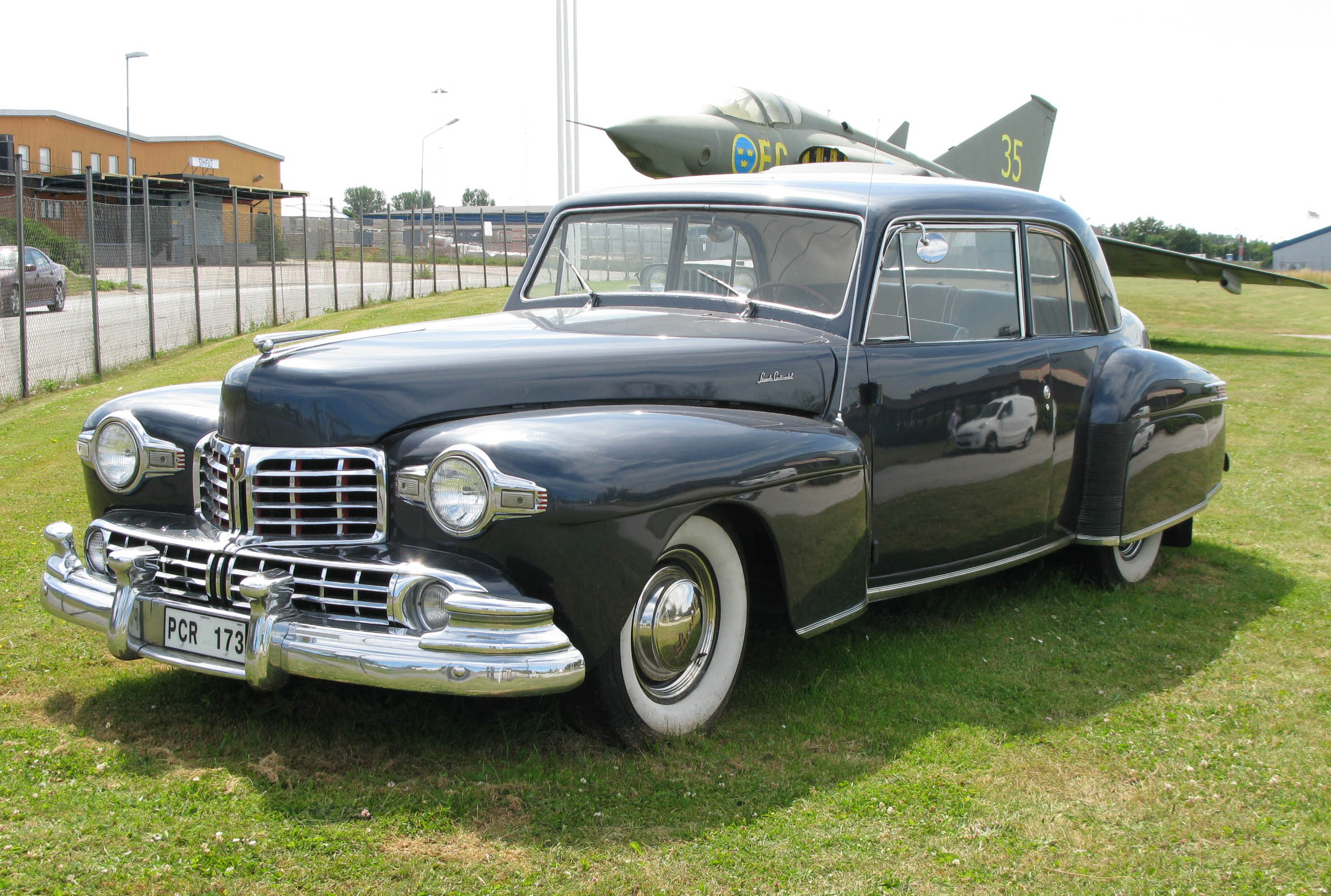
Lincoln Continental, 1948 och Saab J35 Draken.
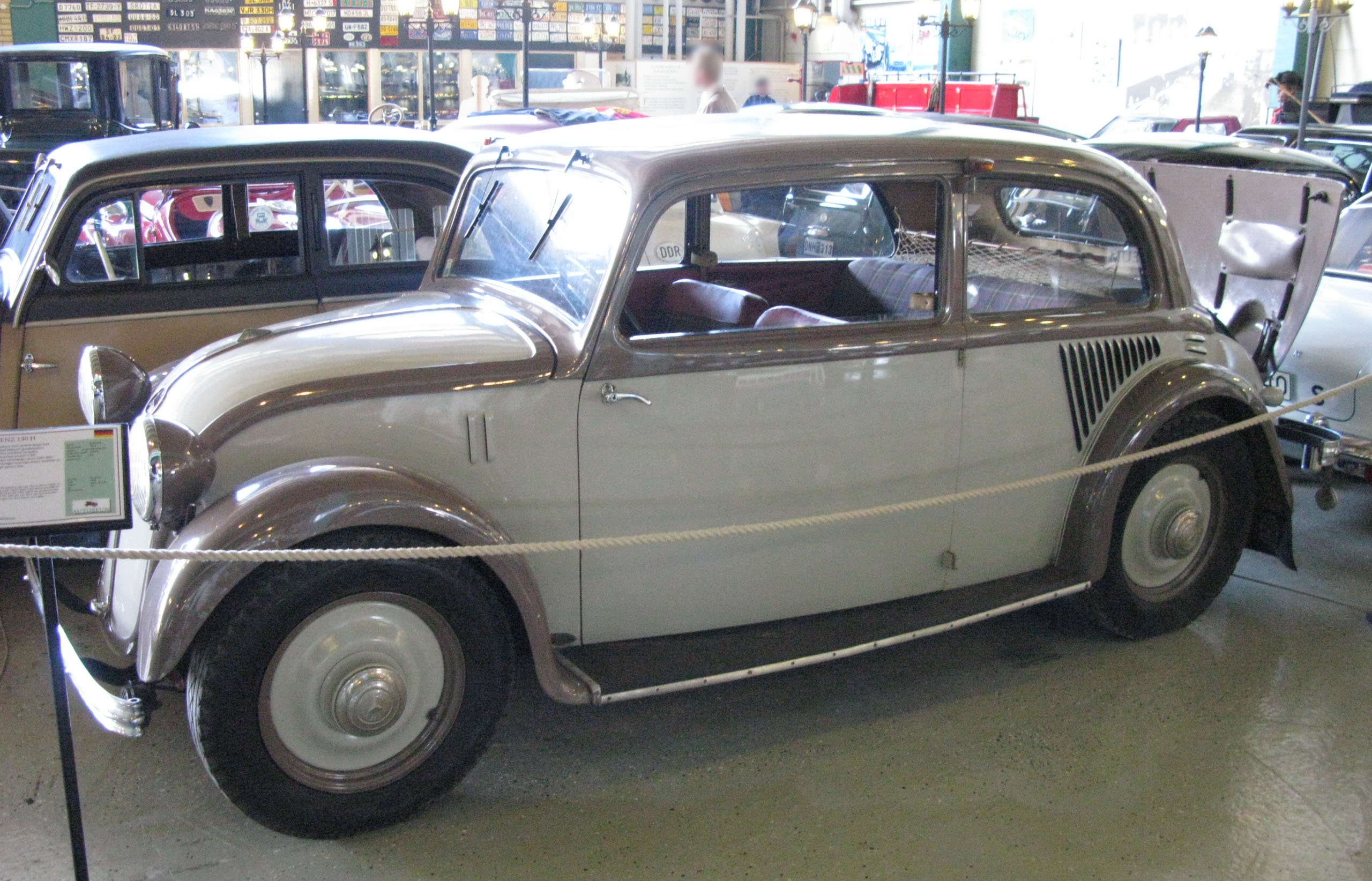
Mercedes-Benz 130, 1936.